# Městský stadion v Horním parku
Městský stadion v Horním parku (Nederlands: Stedelijk stadion in het Hoge park) is een multifunctioneel stadion in Znojmo, Tsjechië. De in de MSFL spelende voetbalclub 1. SC Znojmo gebruikt dit stadion voor haar thuiswedstrijden. Omdat het stadion niet aan de eisen voor voetbal op het hoogste niveau voldeed, speelde 1. SC Znojmo in het seizoen 2013/14 in Brno in het Městský fotbalový stadion Srbská.